# Битва при Кадсане
Битва при Кадсане — второстепенное сражение Столетней войны, состоявшееся в ноябре 1337 года между английскими войсками и гарнизоном фламандского острова Кадсан. Битва была первым столкновением Столетней войны и по сути являлась рейдом англичан на фламандский островок, чтобы спровоцировать защитников на сражение, в котором англичане имели бы преимущество. Тем самым английские командующие желал поднять боевой дух своих войск лёгкой победой над малочисленным противником. Кампания 1337 года для англичан и их союзников протекала не так успешно, как ожидалось ранее: немецкие и голландские союзники проявляли нерешительность, кроме того, неудачи в Гаскони не позволяли англичанам продвигаться дальше. Поэтому король Эдуард III приказал своему военачальнику сэру Уолтеру Мэнни возглавить войска и атаковать фламандский островок Кадсан, являвшийся полуавтономным регионом Франции, чтобы доказать серьёзность своих намерений и поднять боевой дух солдат.

## Битва
Кадсан был заболоченным островком, население которого располагалось главным образом в бедных рыбацких посёлках. Остров не представлял никакого интереса с точки зрение добычи и трофеев. Единственным преимуществом острова была близость к богатому порту Слёйс. Незадолго до начала сражения несколько фламандских рыцарей и оруженосцев во главе с Ги Фландрским, враждебно настроенные против англичан, высадились на острове и стали гарнизоном в местном городке. Англичане, находившиеся в графстве Эно и пользовавшиеся поддержкой местного графа, были проинформированы о возможном противодействии со стороны гарнизона Кадсана, поэтому вынуждены были возвращаться на родину безопасным путём. В Англии они доложили о ситуации королю, который не замедлил воспользоваться сложившимися обстоятельствами и снарядил экспедицию из 600 латников и 2000 лучников во главе с сэром Уолтером Мэнни.
При приближении к острову англичане приготовились к бою. Фламандцы, вооружившись, расположились на дамбах и песчаных отмелях. Общая численность защитников острова составляла около 5000 воинов. Английские лучники незамедлительно начали стрелять, и фламандцы под градом стрел вынуждены были отступить с берега, потеряв много воинов убитыми и ранеными. Затем наступил черёд рукопашной схватки: английские латники высадились на берег и, вооружившись секирами, мечами и копьями, вступили в ближний бой с противником. Фламандцы сражались отчаянно, однако непрекращающаяся стрельба английских лучников нанесла им значительный ущерб. В конце концов фламандцы дрогнули и побежали. Бои продолжались не только в гавани, но и на улицах и в домах города, где англичане преследовали отступающих фламандских рыцарей. Свыше 3000 фламандцев погибло в сражении. Ги Фландрский попал в плен. Англичане разграбили и сожгли город и его окрестности, а затем, погрузившись на корабли, отплыли в Англию.

## Последствия
С политической точки зрения битва не имела серьёзных последствий: отношения между английским королём и Фландрией испорчены не были, поскольку высадка фламандцев на Кадсане была частной инициативой враждебно настроенного против англичан фламандского владетеля. Тем не менее, фламандцы были впечатлены силой англичан, а жители прибрежных фламандских городов были запуганы и ещё более склонились к союзу с английским королём. Французский король Филипп VI сделал другие выводы: полагая, что поражение фламандцев было спровоцировано предательством некоторых фламандских дворян, он начал целую серию преследований своих союзников и приверженцев во Фландрии, которая, естественно, оттолкнула от Франции множество её бывших фламандских сторонников. Через десять лет, когда Англия официально заключила союз с Фландрией, английский король извинился перед фламандцами и даже выплатил им символическую контрибуцию за ущерб, причинённый англичанами фламандцам на Кадсане.